# Deutscher Wehrverein

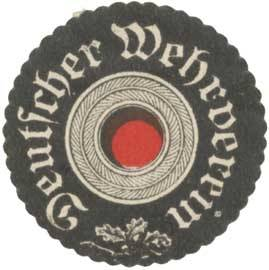
Siegelmarke

Der Deutsche Wehrverein (DWV) wurde 1912 gegründet, um die deutsche Bevölkerung von der Notwendigkeit einer wesentlich stärkeren Heeresrüstung zu überzeugen. Die Auflösung erfolgte 1935.

## Vorgeschichte
Der eigentliche Auslöser für die Gründung war die Zweite Marokkokrise 1911. Heinrich Claß, der Vorsitzende des Alldeutschen Verbandes entwickelte zusammen mit dem späteren Vorsitzenden des Wehrvereins, General August Keim, den Plan einen Verein nach Vorbild des Deutschen Flottenvereins zu gründen. Keim war insofern für die Neugründung gut geeignet, als dass er bis 1908 im Flottenverein in leitender Position tätig war und somit über große Erfahrung im Bereich der Öffentlichkeitsarbeit verfügte.
Im Dezember 1911 wandte sich Keim in mehreren deutschen Zeitungen an die Öffentlichkeit und lud alle Interessierten zur Gründungsversammlung nach Berlin ein. Als Ziele des zu gründenden Vereins wurde die Stärkung der deutschen Heeresrüstung angegeben, da die Marokkokrise gezeigt habe, dass Frankreich aufgrund des schwachen deutschen Heeres nicht zum Einlenken bereit gewesen sei.

## Verlauf
Die Gründung des Vereins erfolgte am 28. Januar 1912 in Berlin. Gleich nach seiner Gründung begann der Verein mit einer regen publizistischen Arbeit. Das Vorstandsmitglied des Wehrvereins Generalleutnant Alfred Wrochem äußerte im März 1913 auf einer Sitzung des Alldeutschen Verbandes über die Aufgabe des Wehrvereins:
„Ein vorwärtsstrebendes Volk wie wir, daß sich so entwickelt, braucht Neuland für seine Kräfte, und wenn der Friede das nicht bringt, so bleibt schließlich nur der Krieg. Dieses Erkennen zu wecken, sei der Wehrverein berufen.“
Die in den Reichstag eingebrachte Heeresvorlage wurde als ungenügend bezeichnet und die Forderung nach massiver Nachrüstung erhoben. Nachdem der Reichstag die Vorlage am 10. Mai 1912 verabschiedet hatte, verstärkte der Verein seine Tätigkeit und forderte eine neue Vorlage.
Anfang 1913 wurde eine neue Heeresvorlage bekannt. Diese bedeutete objektiv eine erhebliche Verstärkung des deutschen Heeres. Der DWV begrüßte diese Vorlage zwar als einen Fortschritt gegenüber der des Vorjahres, allerdings war sie in seinen Augen immer noch ungenügend.
Aufgrund der massiven und aggressiven Agitation des Vereins wurde seitens der Regierung überlegt, ob dieser nicht als politischer Verein einzustufen sei. Die Folge wäre gewesen, dass Offiziere, die in großer Zahl Mitglied im Verein waren, nicht mehr hätten eintreten dürfen. Da eine solche Einstufung dann in Konsequenz auch für den regierungsnahen Flottenverein hätte gelten müssen, wurde von dieser Idee Abstand genommen.
Nach der Annahme der Heeresvorlage 1913 nahm die Bedeutung des Wehrvereins ab. Erst mit Beginn des Ersten Weltkrieges wuchs seine Mitgliederzahl wieder. Nach dem Krieg konnte er seinen Einfluss nicht erneuern und löste sich schließlich 1935 auf.
Der durchschlagende Erfolg des Wehrvereins vor dem Ersten Weltkrieg erklärt sich unter anderem daraus, dass er zunächst das Wohlwollen der Regierung besaß. Im Zuge der Heeresvorlage 1913 schlug das Wohlwollen allerdings in Abneigung um. Zudem bekannte sich der Kronprinz offen zum Wehrverein. Ein anderer Grund für einen Erfolg war, dass er durch seine Vorstandsmitglieder direkten Zugang zu mehreren großen Zeitungen besaß.

## Leitung
Folgende Männer leiteten den Verein:
- Generalmajor August Keim (Vorsitz)
- Geheimrat Professor Hermann Paasche (stellvertretender Vorsitzender)
- Hermann von Dewitz (zweiter stellvertretender Vorsitzender)
- Friedrich Wilhelm Georg Büxenstein (Schatzmeister)
- General Wigand von Gersdorff
- General Karl Litzmann
- Ludwig Possehl
- Heinrich Rippler
- Dietrich Schäfer
- Wilhelm Schultz-Oldendorf (Hauptgeschäftsleiter)

## Vorsitzende
- Generalmajor August Keim: von der Gründung 1912 bis 1914 (er war von 1918 bis zu seinem Tod 1926 Ehrenvorsitzender)
- Kaiserlicher Gesandter a. D. Gisbert von Pilgram Baltzazzi: 1914/15
- Generalmajor/Generalleutnant August Keim: 1915/1916
- Admiral a. D. Friedrich von Baudissin: von 1917 bis 1919
- Landgerichtsdirektor Geheimer Justizrat Karl Röchling: interimistisch 1919/20
- Generalleutnant a. D. Max Schwarte: von 1920 bis 1926
- Generalmajor a. D. Curt von Rohrscheidt: interimistisch 1926
- Generalmajor a. D. Ludwig Vogt: von 1927 bis zur Auflösung 1935

## Mitgliederentwicklung
Der Verein wurde binnen kurzer Zeit der zweitgrößte deutsche Agitationsverein. Bereits kurz nach seiner Gründung besaß er 7.000 Einzelmitglieder. Im September 1912 waren es 40.000 Einzelmitglieder und 100.000 Mitglieder, die korporativ angeschlossen waren, d. h., sie waren über die Mitgliedschaft in anderen Vereinen Mitglied im Wehrverein. Im August 1914 besaß der Verein insgesamt 360.000 Mitglieder. Nach dem Ersten Weltkrieg gingen die Mitgliederzahlen rasch zurück und der Verein versank in der Bedeutungslosigkeit.

## Presseorgane
Der Verein gab folgende Presseorgane heraus:
- Die Wehr (erschien einmal pro Monat und war das zentrale Verbandsorgan des Vereins)
- Nachrichten des Deutschen Wehrvereins (erschien zunächst im Abstand von zehn Tagen und später in etwas größeren Abständen. Die Nachrichten dienten als Pressekorrespondenz und sollten zugleich die Ortsgruppen des DWV mit Propagandamaterial versorgen)